# Luiz Antônio
 Luiz Antônio de Souza Soares (* 11. März 1991 in Rio de Janeiro) ist ein brasilianischer Fußballspieler.

## Karriere
Der Mittelfeldspieler begann in der Jugend von Flamengo Rio de Janeiro und startete dort 2011 seine Profikarriere. Hier gewann der die Copa do Brasil sowie zweimal die Staatsmeisterschaft von Rio de Janeiro. Anschließend folgten Ausleihen zu Sport Recife und Chapecoense. Von letzterem Verein wurde Antônio nach dem Gewinn der Staatsmeisterschaft von Santa Catarina dann fest verpflichtet, doch schon nach einem halben Jahr ging er weiter zu al-Shabab in die Saudi Professional League. Dieser Club gab ihn nach einem Jahr zum Baniyas SC in die UAE Pro League ab, und die Saison 2021 verbrachte Antônio bei dessen Ligarivalen Adschman Club. 2022 kehrte er zurück nach Brasilien und gewann mit dem Brusque FC erneut die Staatsmeisterschaft von Santa Catarina. Am 16. Januar 2023 verpflichteten ihn der thailändische Erstligist Lamphun Warriors FC bis zum Saisonende. In der Rückrunde bestritt er 13 Erstligaspiele für den Klub aus Lamphun. Anfang September 2023 zog es ihn nach Vietnam, wo er einen Vertrag beim Erstligisten FC Thanh Hóa in Thanh Hóa unterschrieb.

## Erfolge
Flamengo
- Brasilianischer Pokalsieger: 2013
- Staatsmeisterschaft von Rio de Janeiro: 2011, 2014

Chapecoense
- Staatsmeisterschaft von Santa Catarina: 2017

Brusque
- Staatsmeisterschaft von Santa Catarina: 2022